# Condado de Haywood
O Condado de Haywood é um dos 100 condados do estado americano da Carolina do Norte. A sede do condado é Waynesville, e sua maior cidade é Waynesville. O condado possui uma área de 1 436 km² (dos quais 2 km² estão cobertos por água), uma população de 54 033 habitantes, e uma densidade populacional de 38 hab/km² (segundo o censo nacional de 2000). O condado foi fundado em 1808.